# توت آمریکایی
توت آمریکایی یا پرتقال مک‌لورا (با نام علمی: Maclura pomifera که با نام‌های اوزاج پرتقال، سیب اسب، درخت مک‌لورا، یا به انگلیسی Osage orange نیز شناخته می‌شود، گونه‌ای از درختان خانواده Moraceae است که بومی جنوب‌شرقی ایالات متحده آمریکا می‌باشد.

## ویژگی‌های ظاهری
درخت توت آمریکایی دارای تاجی پهن با شاخه‌های پیچیده و اغلب خار‌دار است. برگ‌های آن ساده، سبز براق و بیضی‌شکل هستند. میوه‌ی این درخت گرد، بافت‌دار و به رنگ سبز مایل به زرد است و قطری بین ۸ تا ۱۵ سانتی‌متر دارد. سطح میوه دارای برآمدگی‌های نامنظم و رشته‌های الیافی‌ مانند است که ظاهری منحصربه‌فرد به آن می‌دهد. بوی میوه برای بسیاری ناخوشایند است و طعم آن تلخ و غیرخوراکی محسوب می‌شود.

## زیستگاه
این گونه درخت در نواحی مرکزی ایالات متحده، به‌ویژه در ایالت‌های تگزاس، اوکلاهما، آرکانزاس و لوئیزیانا به‌صورت طبیعی رشد می‌کند، اما به‌دلیل مقاومت بالای آن نسبت به شرایط اقلیمی مختلف، امروزه در بسیاری از نقاط آمریکای شمالی و دیگر کشورها نیز کاشته می‌شود.

## کاربردها
- چوب: چوب درخت مک‌لورا بسیار سخت، مقاوم و بادوام است. از این چوب در ساخت کمان (جنگ‌افزار)‌های سنتی، دسته ابزار، نرده‌ها و مصالح ساختمانی استفاده می‌شود. بومیان آمریکایی (از جمله قوم اوزاج) از چوب این درخت برای ساخت کمان‌های جنگی بهره می‌گرفتند.
- پرتقال اوزاج: نام "اوزاج پرتقال" برگرفته از قوم بومی "اوزاج" است که از این درخت استفاده گسترده‌ای داشتند.
- استفاده تزئینی و حفاظتی: در قرن ۱۹ میلادی، از درختان توت آمریکایی برای ایجاد پرچین‌های طبیعی در زمین‌های کشاورزی استفاده می‌شد. خارهای تنه و شاخه‌های آن باعث می‌شود این درخت برای ایجاد حصار طبیعی مناسب باشد.
- دورکننده حشرات: برخی باور دارند میوه این درخت دارای خاصیت دفع حشرات و عنکبوت‌هاست، گرچه شواهد علمی قطعی در این‌باره وجود ندارد.[۶]

## خوراکی بودن
میوه توت آمریکایی عموماً خوراکی نیست و خوردن آن توصیه نمی‌شود. با این حال برخی حیوانات مانند سنجاب‌ها ممکن است قسمت‌هایی از دانه‌های درون آن را بخورند. شیره‌ی چسبناک داخل میوه ممکن است برای انسان حساسیت‌زا باشد.

## گسترش در جهان
با وجود اینکه بومی آمریکا است، این درخت در برخی نقاط اروپا و آسیا نیز کاشته شده و گاه به‌عنوان درخت زینتی یا بادشکن از آن استفاده می‌شود.